# Lasioglossum pecosense
Lasioglossum pecosense är en biart som först beskrevs av Crawford 1906.  Lasioglossum pecosense ingår i släktet smalbin, och familjen vägbin. Inga underarter finns listade i Catalogue of Life.